# 9527 Sherrypervan
9527 Sherrypervan eller 1981 EH23 är en asteroid i huvudbältet som upptäcktes den 3 mars 1981 av den amerikanska astronomen Schelte J. Bus vid Siding Spring-observatoriet. Den är uppkallad efter Sherry Pervan
Asteroiden har en diameter på ungefär 5 kilometer.